# Dějiny Sovětského svazu 1964–1982

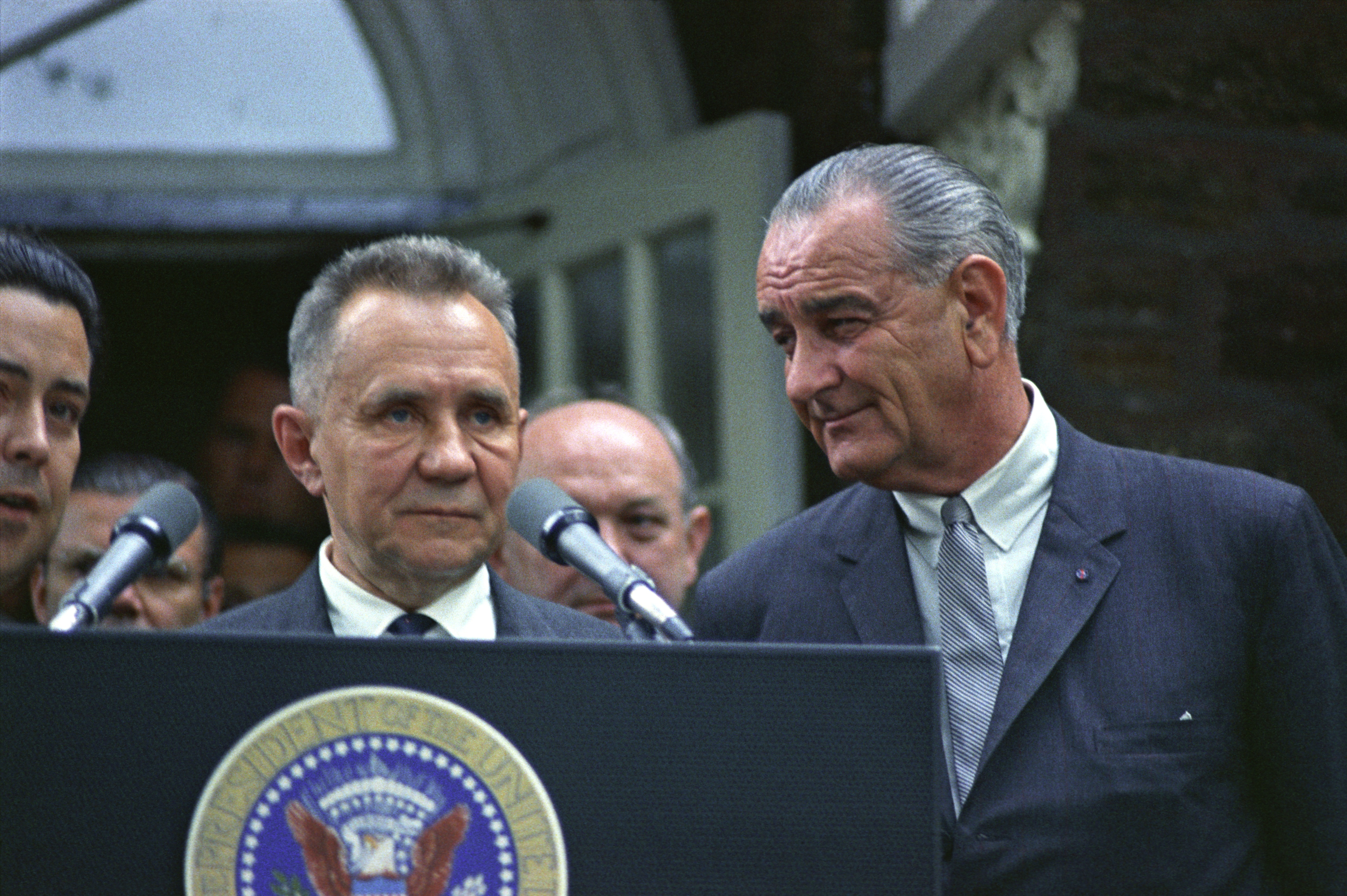
Alexej Kosygin a prezident Lyndon B. Johnson v roce 1967 na konferenci v Glassboro

Dějiny Sovětského svazu v letech 1964–1982 nebo Brežněvova éra pokrývají období vlády Leonida Brežněva v SSSR. Toto období začalo vysokým hospodářským růstem a stoupající prosperitou, ale skončilo oslabeným Sovětským svazem, který čelil sociální, politické a hospodářské stagnaci. Průměrný roční příjem stagnoval i po ekonomických reformách, které byly prováděny jen nahodile. Doba je také často nazývána dobou stagnace.  V 70. letech 20. století zaujaly obě strany postoj „zmírnění napětí“. Cílem této strategie bylo zahřátí vztahů v naději, že Sovětský svaz bude pokračovat v ekonomických a demokratických reformách. To však přišlo až s nástupem Michaila Gorbačova v roce 1985.
Nikita Chruščov byl sesazen z funkce prvního tajemníka Ústředního výboru Komunistické strany Sovětského svazu (KSSS) (stejně jako předsedy Rady ministrů) 14. října 1964 kvůli jeho neúspěšným reformám a ignorování stranických a vládních institucí. Brežněv nahradil Chruščova ve funkci prvního tajemníka a Alexej Kosygin jej nahradil ve funkci předsedy Rady ministrů. Anastáz Mikojan a později Nikolaj Podgornyj se stali předsedy prezidia Nejvyššího sovětu. Spolu s Andrejem Kirilenkem jako organizačním tajemníkem a Michailem Suslovem jako hlavním ideologem tvořili obnovené kolektivní vedení, které svou formou kontrastovalo s autokracií, která charakterizovala Chruščovovu vládu.
Kolektivní vedení se nejprve rozhodlo stabilizovat Sovětský svaz a uklidnit sovětskou společnost, což se jim splnit podařilo. Kromě toho se pokusili urychlit ekonomický růst, který se během posledních let Chruščovovy vlády značně zpomalil. V roce 1965 zahájil Kosygin několik reforem k decentralizaci sovětské ekonomiky. Po počátečním úspěchu při vytváření hospodářského růstu zastánci tvrdé linie uvnitř strany reformy zastavili, protože se obávali, že by oslabily prestiž a moc strany. Reformy samotné nikdy oficiálně zrušeny nebyly, prostě byly odsunuty na vedlejší kolej a přestaly mít jakýkoli účinek. Během Brežněvovy éry k žádným dalším radikálním ekonomickým reformám nedošlo a hospodářský růst začal od počátku do poloviny 70. let stagnovat. Brežněvovou smrtí se v roce 1982 sovětský ekonomický růst podle několika historiků téměř zastavil.
Stabilizační politika zavedená po Chruščovově pádu nastolila vládnoucí gerontokracii a politická korupce se stala normálním jevem. Brežněv však nikdy neinicioval žádné rozsáhlé protikorupční kampaně. Vzhledem k velkému vojenskému budování v 60. letech se Sovětský svaz dokázal během Brežněvovy vlády upevnit jako velmoc. Éra skončila Brežněvovou smrtí 10. listopadu 1982.